# Réskapcsolat
A réskapcsolatok (macula communicans, angolul gap junction) - biológiai megközelítésben - pórusszerű csatornák az állati sejtek között, amelyek szinte mindenhol megtalálhatóak a gerinces szervezetben. A szívizomban a sejtek ilyen kapcsolatokon keresztül valósítják meg az elektromos potenciál terjedését, a idegsejtek között réskapcsolatok, más néven elektromos szinapszisok valósítják meg a nagyfokú kapcsoltságot, amely az összehangolt idegi folyamatok megvalósulásához elengedhetetlen. A retinában pedig a jelfeldolgozáshoz szükséges integrációnak alapvető eszköze.

## Struktúra

Réskapcsolat felépítése